# Cool e Lam
Donald Lam e Bertha Cool, são uma dupla de detetives particulares criados pelo escritor norte-americano Erle Stanley Gardner sob o pseudônimo de A.A. Fair em 1939, sendo que Lam é o protagonista e narrador da maior parte das histórias.
No primeiro livro, Lam apresenta-se como candidato a uma vaga de emprego na Agência de Invetigações Cool, ele porém comete um erro típico, pensa que irá falar a Mr. Cool e não a Mrs. Cool. O primeiro livro revela várias características sobre Donald Lam, como que ele não tem família, e que é um advogado expulso pela Ordem dos Advogados, após dizer que poderia cometer um assassinato e ficar impune, Lam tem a oportunidade de provar essa teoria logo no primeiro livro.
Posteriormente Lam torna-se sócio da agência, que passa a se chamar Cool & Lam Investigações.

## Donald Lam
Donald Lam, é magro e descrito por vários personagens como muito fraco para ser detetive, já que tem apenas 1,53 m e 60 kg.
Lam apareceu pela primeira vez no livro Divórcio Sangrento, onde, desempregado e sem comer há várias semanas, resolve aceitar a primeira proposta que lhe aparecer, e acaba virando detetive na Agência de Investigações Cool, em seu primeiro trabalho como detetive, Lam precisa entregar uma intimação de pedido de divórcio ao marido de uma cliente.
No livro Donald Lam é um ex-advogado, expulso da profissão por um ano ao dizer a um de seus clientes que poderia cometer um assassínio sem ir para a prisão, quando consegue o direito de voltar a ser advogado, Donald enfrenta dificuldades porque havia perdido sua reputação, e acaba trabalhando como detetive para Bertha Cool, posteriormente criam a Cool & Lam Investigações, passando a ser sócios.
Lam é considerado fraco, e por isso muitas vezes sofre violência de outros, porém mantém fidelidade a profissão e aos clientes e mesmo diante de torturas se nega a revelar os segredos de seus clientes e os resultados de suas investigações a qualquer pessoa que não seja Bertha Cool ou o seu contratante. E é justamente o fato de sofrer torturas e ser considerado fraco para detetive, que Bertha Cool paga-lhe aulas particulares de jiu-jitsu no terceiro livro da série, Gold Comes in Bricks(Morte em Barras de Ouro]]

## Bertha Cool
Bertha Cool, no primeiro livro era patroa de Lam, posteriormente se tornaram sócios com a criação da Cool & Lam Investigações. Bertha pesa quase 200 kg, e se tornou investigadora após a morte de seu marido. Cool, é considerada mão de vaca por Donald Lam, por querer sempre economizar cada cêntimo, e descontar cada centavo de gasto extra dos honorários de seus funcionários. Cool era casada, e durante este período de sua vida se esforçou para perder peso, quando descobriu que seu marido a traía fez um pacto com o mesmo, Cool poderia comer o que quisesse e seria sustentada pelo marido, enquanto isso ele não precisaria dividir seus bens com um divórcio e poderia se divertir com outras mulheres se quisesse.

## A série de televisão
Em 1958 foi feito um piloto de 30 minutos de uma série de televisão inicialmente chamada "Cool and Lam" que nunca foi exibida, teria Billy Pearson como Donald Lam e Benay Venuta como Bertha Cool, o piloto foi baseado no livro Turn on the Heat, poucos minutos após o piloto, Erle Stanley Gardner é mostrado no escritório de Perry Mason da série de televisão homônima, falando sobre suas esperanças de que o piloto se tornasse uma série.

## Aparições
A dupla aparece em diversas histórias de A. A. Fair com exceção de De Noite Todos os Gatos são Pardos onde apenas Cool participa.